# Amastus lehmanni
Amastus lehmanni là một loài bướm đêm thuộc phân họ Arctiinae, họ Erebidae.